# Ніколайчук Ольга Петрівна
Ольга Петрівна Ніколайчук (нар.. 1969 р.) — радянська та українська спортсменка (самбо і дзюдо), Майстер спорту СРСР та України, Майстер спорту міжнародного класу СРСР та України, Заслужений майстер спорту України (2002).

## Походження та навчання
Ольга Ніколайчук народилася 29 жовтня 1969 року в селі Топорівці Новоселицького району Чернівецької області Української РСР.
Закінчила Новоселицьку середню школу і в 1994 році факультет фізичного виховання Кам'янець-Подільського педагогічного інституту (нині Кам'янець-Подільський національний університет імені Івана Огієнка).

## Спортивна кар'єра
Спортом Ольга Ніколайчук почала займатися у 15 років ще у школі — спочатку боротьбою дзюдо, а потім — самбо. Перший тренер Ольги — Лазар Рейхштадт. Пізніше тренувалася під керівництвом Данила Тубеншлака, Михайла Гуски та Олександра Шишкіна, а також заслужених тренерів України — Георгія Кирилла та Юліана Германюка.
У 1986 році посіла друге місце на юнацькій першості України з боротьби дзюдо. За межами України відзначилася на молодіжній першості СРСР з боротьби дзюдо, де завоювала бронзову нагороду. Норматив майстра спорту виконала спочатку у дюздо (1987 рік), а потім — у самбо (1990). Цікаво, що Ольга Ніколайчук є майстром спорту міжнародного класу одразу двох країн — Росії спочатку і потім України. Проживаючи один рік у Фрунзе (нині Бішкек, Киргизія), виграла чемпіонат Азії і стала призером чемпіонату світу. Має у своєму активі також два «срібла» і одну «бронзу» чемпіонату Європи. Вигравала Кубок світу в особистому та командному заліках. Була третім призером на Спартакіаді народів СРСР; на двох Спартакіадах України перемагала і в боротьбі дзюдо, і в боротьбі самбо. Є неодноразовою чемпіонкою і володарка Кубка України в обох цих видах.

## Наукова діяльність
З 2000 року Ольга Петрівна Ніколайчук працює викладачем кафедри фізичного виховання, а з 2004 року — викладачем кафедри фізичної культури та валеології Чернівецького національного університету ім. Ю. Федьковича.
Ольга ніколайчук є автором п'яти друкованих наукових праць та двох навчально-методичних посібників.
З 2000 року вона очолює збірну команду університету і області з боротьби самбо і з 2012 року — з боротьби на поясах.